# Eremiaphila cordofana
Eremiaphila cordofana är en bönsyrseart som beskrevs av Werner 1907. Eremiaphila cordofana ingår i släktet Eremiaphila och familjen Eremiaphilidae. Inga underarter finns listade i Catalogue of Life.